# 大鰭錐首魚
大鰭錐首魚為黑頭魚科的其中一種，為深海魚類，分布於東大西洋愛爾蘭與比斯開灣南部至幾內亞；西大西洋巴哈馬群島、墨西哥灣與巴西外海海域，棲息深度800-2000公尺，體長可達34公分，棲息在中層水域，生活習性不明。